# Pupilla alpicola
Pupilla alpicola е вид коремоного от семейство Pupillidae.

## Разпространение
Видът е разпространен в Австрия, Албания, Германия, Италия, Северна Македония, Румъния, Словакия, Словения, Франция, Чехия и Швейцария.